# 裁判所書記官
裁判所書記官（さいばんしょしょきかん）とは、裁判所において、裁判の記録や調書などを作成・保管することを固有の事務とし，裁判事務において，裁判官による判断・指揮（裁判・訴訟（手続）指揮））自体を除く諸般の事務の中核を成す裁判所職員。

## 概要
裁判所書記官によって作成される調書は、法廷でどのようなことが行われたかを公に証明する唯一の文書であり、調書には強い効力が認められる。裁判所書記官の基本的立場は裁判所法（60条）において定められている他、具体的職務は以下の｢職務｣に記載のとおり、主に民事訴訟法（平成8年法律第109号）および刑事訴訟法（昭和23年法律第131号）に記されている。
元来、裁判所書記官は、裁判手続・記録の「公証者」という役割と、裁判官の「補助者」という役割があり、そのうちで後者（この補助者としての役割には、裁判官以外の利害関係人（当事者（代理人である弁護士・司法書士や訴訟を追行する検察官を含む。）との間で連絡調整・手続案内をする外、内外（当事者以外の事件の関係者（刑事収容施設、少年鑑別所、児童相談所等）及び裁判所内の関係部署等（訟廷事務室、事務局、家庭裁判所調査官その他の裁判所の関係部署・職員））に対する折衝や調整が相当の割合を占めている。）の方の印象が強いようである。
このうち、前者の役割は裁判所書記官固有の権限であり、裁判官といえども代わることはできない。裁判所法第60条第5項の「裁判所書記官は、口述の書取その他書類の作成又は変更に関して裁判官の命令を受けた場合において、その作成又は変更を正当でないと認めるときは、自己の意見を書き添えることができる」との規定はこの表象とも言えるであろう（これ以外にも、裁判所書記官が、裁判官の命を受けて事務を処理しなければならないとしても、裁判所書記官が行わなければならないとされる事務が規定されている。）。
さらに近年、司法制度改革に合わせて、裁判官の権限から裁判所書記官の権限に移管されたものもあり、裁判所書記官の役割は重要なものとなっている。例としては、民事訴訟における督促手続などがある（ただし、今までも訴訟進行に関しては裁判官と二人三脚であったので、それについて法律が追認したともいえる。また、不服申立等の機会を通じて裁判官の判断を経る可能性があることを前提として、第一次的に判断するため、司法補助官としての機能を有しているとされる）。

## 任官
裁判所書記官の職務は、裁判官を補佐して裁判の円滑な進行を実現するものであるから、高度の法律的な知識を必要とする。そのため、裁判所事務官等として裁判所に採用された後、裁判所職員総合研修所書記官養成課程入所試験（もしくは書記官任用試験）に合格したうえで一定の研修等を受けて、初めて裁判所書記官としての資格を得ることができる。その後は、書記官としての道以外に、さらに試験を受ける事により、簡易裁判所判事や執行官、副検事などへの道も開かれている。
なお、研修施設としては、2004年（平成16年）4月から裁判所書記官研修所と家庭裁判所調査官研修所が統合され、埼玉県和光市に裁判所職員総合研修所が開設された。書記官養成課程は、法学部（法科大学院履修者を含む。）卒業者が対象の第一部（研修期間約1年）、それ以外の者が対象の第二部（研修期間約2年）があり、前者はおよそ160～240名、後者は100名程度である（想定される欠員の状況により年により異なる。）。毎年3月頃までに研修を修了し、全国の裁判所で裁判所書記官として4月から任官する。

## 職務
- 裁判所法における職務（第60条）
  - 裁判所の事件に関する記録その他の書類の作成及び保管その他他の法律において定める事務を掌る。
  - 前項の事務を掌る外、裁判所の事件に関し、裁判官の命を受けて、裁判官の行なう法令及び判例の調査その他必要な事項の調査を補助する。
  - 口述の書取その他書類の作成又は変更に関して裁判官の命令を受けた場合において、その作成又は変更を正当でないと認めるときは、自己の意見を書き添えることができる。

- 民事訴訟等における職務
  - 事件に関する調書・記録の作成および保管（裁判所法60条2項、民事訴訟法160条（参考：同法91条））
  - 訴訟費用額の算定（民事訴訟法71条）
  - 送達事務（民事訴訟法98条2項、100条、107条）
  - 支払督促の発付等（簡易裁判所書記官、民事訴訟法382条～396条）
  - 執行文の付与（民事執行法26条）
  - 法令及び判例の調査その他必要な事項の調査の補助（裁判所法60条3項）
  - 民事執行手続における物件明細書（民事執行法62条）及び配当表の作成（同法85条5項）
  - 事件の進行管理（民事訴訟規則61条2項、63条1項、162条2項等）
- 刑事訴訟における職務
  - 事件に関する調書・記録の作成および保管（裁判所法60条2項、刑事訴訟規則37条）
  - 送達事務（刑事訴訟法54条）
  - 調書判決の作成（刑事訴訟規則219条）
  - 無罪判決確定等の場合の被告人に対する補償額の計算（刑事訴訟規則138条の3）
  - 法令及び判例の調査その他必要な事項の調査の補助（裁判所法60条3項）
  - 事件の進行管理（刑事訴訟規則178条の3、同条の9等）

## 服務
裁判所書記官の服務は、裁判所書記官に特別に定められるものの他、裁判所職員臨時措置法に基づき、国家公務員法及び国家公務員倫理法における一般職職員の服務（国家公務員法においては法96条から法106条）が準用されるようになっている。

## 懲戒
裁判所書記官の懲戒は、裁判所職員臨時措置法に基づき、国家公務員法における一般職職員への懲戒が準用されるようになっている。

## 大法廷首席書記官等
「大法廷首席書記官等に関する規則」（昭和29年最高裁判所規則第9号）により、大法廷首席書記官等は裁判所書記官から命ぜられている。総括主任書記官以上は最高裁判所が命じ、主任書記官以下は高等裁判所が命じるものとされている。
（大法廷首席書記官及び小法廷首席書記官について規則1条2項、訟廷首席書記官について規則2条2項、首席書記官について規則3条3項、知的財産高等裁判所首席書記官について規則3条の2第2項、次席書記官について規則4条2項、総括主任書記官について規則4条の2第2項。主任書記官について規則5条2項、訟廷管理官について規則6条3項、裁判員調整官について規則6条の2第2項。）
大法廷首席書記官最高裁判所にのみ置かれる。最高裁判所の裁判所書記官の一般執務について指導監督し、かつ、訟廷事務をつかさどる（規則1条3項）。
小法廷首席書記官最高裁判所にのみ置かれる。当該小法廷に配置された裁判所書記官の一般執務について指導監督する（規則1条4項）。
訟廷首席書記官最高裁判所にのみ置かれる。大法廷首席書記官の命を受け、訟廷事務をつかさどる外、大法廷及び小法廷の庶務に関する事項を整理する（規則2条3項）。
首席書記官各下級裁判所に置かれる（簡易裁判所については最高裁判所の指定する一部の簡易裁判所のみに置かれる）（規則3条1項及び2項）。裁判所によっては、民事、刑事、家事、少年と分かれることもある。裁判所書記官及び裁判所速記官の一般執務について指導監督し、かつ、訟廷事務をつかさどる（規則3条5項）。
知的財産高等裁判所首席書記官知的財産高等裁判所にのみ置かれる。知的財産高等裁判所の裁判所書記官の一般執務について指導監督し、かつ、訟廷事務をつかさどる（規則3条の2第3項）。
次席書記官最高裁判所の指定する一部の下級裁判所に置かれる（規則4条1項）。裁判所書記官及び裁判所速記官の一般執務（簡易裁判所の民事の次席書記官及び刑事の次席書記官にあつては、裁判所速記官の一般執務を除く。）についての指導監督及び訟廷事務に関し、当該裁判所の民事の首席書記官又は刑事の首席書記官を助ける（規則4条3項）。
総括主任書記官最高裁判所の指定する一部の地方裁判所に置かれる（規則4条の2第1項）。当該部又は部とみなされるものに配置された主任書記官並びにその指導監督を受ける裁判所書記官及び裁判所速記官の一般執務について指導監督する（規則4条の2第3項）。
主任書記官各下級裁判所に置かれる。
当該部又は部とみなされるものに配置された裁判所書記官及び裁判所速記官の一般執務（主任速記官の置かれている部又は部とみなされるものにあっては、これに配置された裁判所速記官の一般執務を除く。）について指導監督する（規則5条3項）。
高等裁判所、地方裁判所及び家庭裁判所の支部（知的財産高等裁判所及び次席書記官の配置された支部を除く。）又は簡易裁判所（首席書記官が置かれた簡易裁判所を除く。）の主任書記官が二人以上であるときは、上席の主任書記官が、当該支部又は簡易裁判所の裁判所書記官及び裁判所速記官の一般執務について指導監督し、かつ、訟廷事務をつかさどる（規則5条4項）。
高等裁判所、地方裁判所及び家庭裁判所の支部又は簡易裁判所の主任書記官が一人であるときは、その主任書記官が、当該支部又は簡易裁判所の訟廷事務をつかさどる（規則5条5項）。
訟廷管理官各下級裁判所に置かれる（簡易裁判所については最高裁判所の指定する一部の簡易裁判所のみに置かれる）（規則6条1項及び2項）。裁判所によっては、民事、刑事、家事、少年と分かれることもある。その下に配置された裁判所速記官の一般執務について指導監督し、かつ、首席書記官、知的財産高等裁判所首席書記官、上席主任書記官、主任書記官の命を受けて訟廷事務（裁判員調整官の置かれている地方裁判所にあつては裁判員及び補充裁判員の選任に関する訟廷事務を、速記管理官の置かれている地方裁判所にあつては速記に関する訟廷事務をそれぞれ除く。）をつかさどる（規則6条4項）。
裁判員調整官地方裁判所及び最高裁判所の指定する地方裁判所の支部に置かれる。刑事首席書記官又は刑事の事務を取り扱う上席の主任書記官の命を受けて裁判員及び補充裁判員の選任に関する訟廷事務をつかさどる（規則6条の2第3項）。
法廷首席書記官､小法廷首席書記官､訟廷首席書記官、首席書記官、知的財産高等裁判所首席書記官、次席書記官、総括主任書記官、主任書記官、訟廷管理官、裁判員調整官の権限は、裁判所法その他の法令に定める裁判官、裁判所書記官及び裁判所速記官の権限に影響を及ぼし、又はこれを制限することはない（規則8条）とされている。

## その他

### 予納郵券等の管理
各裁判所における民事訴訟等での予納郵券や郵送費用に用いるための電子納付等された保管金の全体的な管理については、民事訴訟費用等に関する法律29条1項の最高裁判所が指定する裁判所書記官（基本として各裁判所で1人）が責任者として取り扱う事になっている。（電子納付については他に裁判所の事務局部門の会計担当も関係するが、基本的には取扱いについてはこの最高裁判所が指定する裁判所書記官が職務として取り扱う事とされている。）（なお、個別の事件での事務については、各事件の担当裁判所書記官が担当する。）

### 人事関係
2013年、最高裁判所大法廷首席書記官に女性初となる曽根啓子が就任した。

### 書記
全て手書きだった時代には書類作成のために達筆な者が書記として採用されていた。